# Ornebius longipennis
Ornebius longipennis är en insektsart som först beskrevs av Tokuichi Shiraki 1930.  Ornebius longipennis ingår i släktet Ornebius och familjen Mogoplistidae.

## Underarter
Arten delas in i följande underarter:
- O. l. longipennis
- O. l. ryukyuensis